# Maria Sanchez (tennis)
Pour les articles homonymes, voir Sánchez.
Ne pas confondre avec María Antonia Sánchez Lorenzo, María José Martínez Sánchez, également joueuses de tennis
Maria Sanchez, née le 26 novembre 1989 à Modesto, est une joueuse de tennis américaine professionnelle.
Elle a remporté trois titres en double dames sur le circuit WTA et un titre en double dames sur les WTA 125.

## Carrière tennistique
Maria Sanchez fait partie de la Evert Academy à Boca Raton. En 2009, elle remporte son premier titre ITF à Evansville avec Yasmin Schnack.
En 2012, elle se qualifie pour la première fois pour un tableau principal d'un tournoi WTA au Challenge Bell de Québec où elle s'incline au premier tour face à Lucie Hradecká. Elle remporte cette année deux titres ITF en simple à Sacramento et Albuquerque.
En 2013, elle remporte son premier match dans un tournoi WTA à Indian Wells face à Olga Puchkova. Elle reçoit une wild card pour participer à l'US Open mais s'incline au premier tour face à Daniela Hantuchová.
En 2014, elle commence la saison par son premier titre WTA en double au Classic d'Auckland avec la Canadienne Sharon Fichman.

## Palmarès

### Titres en double dames
| No | Date       | Nom et lieu du tournoi        | Catégorie | Dotation  | Surface         | Partenaire     | Finalistes                        | Score            |          |
| -- | ---------- | ----------------------------- | --------- | --------- | --------------- | -------------- | --------------------------------- | ---------------- | -------- |
| 1  | 30-12-2013 | ASB Classic Auckland          | Intern'l  | 250 000 $ | Dur (ext.)      | Sharon Fichman | Lucie Hradecká Michaëlla Krajicek | 2-6, 6-0, [10-4] | Parcours |
| 2  | 10-09-2018 | Coupe Banque Nationale Québec | Intern'l  | 226 750 $ | Moquette (int.) | Asia Muhammad  | Darija Jurak Xenia Knoll          | 6-4, 6-3         | Parcours |
| 3  | 01-04-2019 | Abierto GNP Seguros Monterrey | Intern'l  | 226 750 $ | Dur (ext.)      | Asia Muhammad  | Monique Adamczak Jessica Moore    | 7-62, 6-4        | Parcours |

### Finales en double dames
| No | Date       | Nom et lieu du tournoi             | Catégorie | Dotation  | Surface    | Vainqueures                          | Partenaire    | Score            |          |
| -- | ---------- | ---------------------------------- | --------- | --------- | ---------- | ------------------------------------ | ------------- | ---------------- | -------- |
| 1  | 29-02-2016 | Abierto Monterrey Afirme Monterrey | Intern'l  | 250 000 $ | Dur (ext.) | Anabel Medina Arantxa Parra Santonja | Petra Martić  | 4-6, 7-5, [10-7] | Parcours |
| 2  | 29-07-2019 | Citi Open Washington               | Intern'l  | 226 750 $ | Dur (ext.) | Cori Gauff Catherine McNally         | Fanny Stollár | 6-2, 6-2         | Parcours |

### Titre en double en WTA 125
| No | Date       | Nom et lieu du tournoi  | Catégorie | Dotation  | Surface    | Partenaire    | Finalistes                      | Score    |          |
| -- | ---------- | ----------------------- | --------- | --------- | ---------- | ------------- | ------------------------------- | -------- | -------- |
| 1  | 11-03-2019 | Abierto Zapopan Zapopan | WTA 125   | 115 000 $ | Dur (ext.) | Fanny Stollár | Cornelia Lister Renata Voráčová | 7-5, 6-1 | Parcours |

### Finale en double en WTA 125
| No | Date       | Nom et lieu du tournoi           | Catégorie | Dotation  | Surface    | Vainqueures                    | Partenaire    | Score    |         |
| -- | ---------- | -------------------------------- | --------- | --------- | ---------- | ------------------------------ | ------------- | -------- | ------- |
| 1  | 03-09-2018 | Oracle Challenger Series Chicago | WTA 125   | 140 000 $ | Dur (ext.) | Mona Barthel Kristýna Plíšková | Asia Muhammad | 6-3, 6-2 | Tableau |

## Parcours en Grand Chelem

### En simple dames
| Année | Open d'Australie | Open d'Australie | Internationaux de France | Internationaux de France | Wimbledon | Wimbledon | US Open         | US Open            |
| 2013  | -                | -                | -                        | -                        | -         | -         | 1er tour (1/64) | Daniela Hantuchová |

à droite du résultat, l'ultime adversaire.

### En double dames
| Année | Open d'Australie            | Open d'Australie          | Internationaux de France      | Internationaux de France     | Wimbledon                      | Wimbledon                      | US Open                       | US Open                       |
| ----- | --------------------------- | ------------------------- | ----------------------------- | ---------------------------- | ------------------------------ | ------------------------------ | ----------------------------- | ----------------------------- |
| 2012  | -                           | -                         | -                             | -                            | -                              | -                              | 2e tour (1/16) Irina Falconi  | M. Kirilenko Nadia Petrova    |
| 2013  | -                           | -                         | -                             | -                            | -                              | -                              | 1er tour (1/32) Shelby Rogers | Kiki Bertens J. Larsson       |
| 2014  | -                           | -                         | -                             | -                            | -                              | -                              | 1er tour (1/32) Nicole Gibbs  | Lauren Davis R. Voráčová      |
| 2015  | -                           | -                         | -                             | -                            | 2e tour (1/16) Johanna Konta   | Chan Hao-ching A. Van Uytvanck | 2e tour (1/16) Asia Muhammad  | Sara Errani F. Pennetta       |
| 2016  | 2e tour (1/16) S. Vogt      | C. Garcia K. Mladenovic   | 1er tour (1/32) Johanna Konta | Raquel Atawo Abigail Spears  | 3e tour (1/8) Johanna Konta    | Tímea Babos Y. Shvedova        | 2e tour (1/16) M. Lučić       | A. Hlaváčková Lucie Hradecká  |
| 2017  | 2e tour (1/16) Liezel Huber | E. Makarova Elena Vesnina | 1er tour (1/32) Naomi Broady  | Chan Yung-jan Martina Hingis | 1er tour (1/32) Magda Linette  | Nadiia Kichenok Olga Savchuk   | -                             | -                             |
| 2019  | -                           | -                         | 1er tour (1/32) Asia Muhammad | Hsieh Su-wei B. Strýcová     | 1er tour (1/32) Jessica Pegula | Tímea Babos K. Mladenovic      | 1er tour (1/32) Lauren Davis  | Hsieh Su-wei Barbora Strýcová |

sous le résultat, la partenaire ; à droite, l'ultime équipe adverse.

## Parcours en «Premier Mandatory» et «Premier 5»
Découlant d'une réforme du circuit WTA inaugurée en 2009, les tournois WTA « Premier Mandatory » et « Premier 5 » constituent les catégories d'épreuves les plus prestigieuses, après les quatre levées du Grand Chelem.

### En simple dames
| Année |              | Premier Mandatory           | Premier Mandatory | Premier Mandatory | Premier Mandatory |      | Premier 5 | Premier 5 | Premier 5  | Premier 5 | Premier 5 | Premier 5 | Premier 5 |
| Année | Indian Wells | Miami                       | Madrid            | Pékin             | Doha              | Doha | Rome      | Canada    | Cincinnati | Tokyo     | Tokyo     |           |           |
| Année | Indian Wells | Miami                       | Madrid            | Pékin             | Doha              | Doha | Rome      | Canada    | Cincinnati | Tokyo     | Tokyo     |           |           |
| Année | Indian Wells | Miami                       | Madrid            | Pékin             | Doha              | Doha | Rome      | Canada    | Cincinnati | Tokyo     | Tokyo     |           |           |
| 2013  |              | 2e tour (1/32) A. Radwańska |                   |                   |                   |      |           |           |            |           |           |           |           |

Sous le résultat, l’ultime adversaire.

## Classements WTA en fin de saison
| Année          | 2009 | 2010 | 2011 | 2012 | 2013 | 2014 | 2015 | 2016 | 2017 | 2018 | 2019 | 2020 | 2021 |
| Rang en simple | -    | -    | 687  | 139  | 152  | 226  | 194  | 344  | 285  | 342  | 397  | 403  | 622  |
| Rang en double | 828  | 521  | 339  | 108  | 147  | 79   | 85   | 58   | 167  | 89   | 97   | 98   | 237  |

source : (en) Classements de Maria Sanchez (tennis) sur le site officiel de la Fédération internationale de tennis